# Бембо (семейство живописцев из Кремоны)
Бембо (итал. Bembo) — семейство итальянских живописцев из Кремоны.

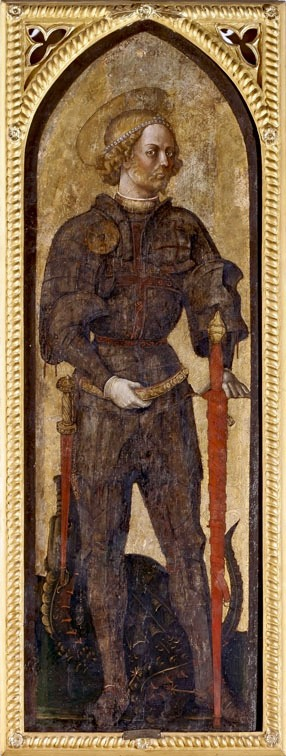
Мастер Монтичелли (Джероламо Бембо?) Св. Георгий. 1460-65, Кремона, Городской Музей

Семья состояла из отца Джованни Бембо (Giovanni Bembo) и четырёх сыновей — Бонифачо, Амброджо, Бенедетто и, вероятно, Джероламо (Bonifacio, Ambrogio, Benedetto, Gerolamo). Точные даты рождения и смерти членов семейства Бембо неизвестны. Известно, что они работали с первой трети XV до начала XVI века в Ломбардии, выполняя монументальные росписи, алтарные картины и светскую живопись. Об отце, Джованни Бембо, сохранились документальные упоминания в 1430-х до 1440-х годах, однако до сих пор исследователи не могут установить созданные им произведения (до наших дней не дошло ни одной работы с его подписью).
Наиболее известен его старший сын Бонифачо Бембо, который, вероятно, унаследовал мастерскую отца и возглавлял её при исполнении крупных заказов, в которых участвовали его братья. На протяжении почти сорока лет истории Миланского герцогства мастерская Бембо была фаворитом правителей этого государства, которые доверяли ей самые важные работы в основных центрах своей власти: Милане, Павии, Кремоне, Виджевано и Караваджо). Среди крупнейших работ выполненных этой мастерской — росписи «Золотого зала» в замке Торрьекьяра (Кастелло ди Торрекьяра) и росписи капеллы во дворце Рокка ди Монтичелли д’Онджина (Пьяченца). В 1440-1450-х годах самым близким помощником Бонифачо Бембо был его брат Амброджо. Сын Бонифачо — Лудовико (Ludovico), также стал художником. Реконструкция творчества братьев Бембо затруднена тем, что существует только одна работа с подписью Бембо — полиптих «Мадонна с Младенцем и святыми» от 1462 года, который раньше украшал капеллу в замке Торрекьяра, а ныне находится в Кастелло Сфорцеско, Милан. На нём стоит подпись Бенедетто Бембо, самого младшего из братьев.
Окончательная истина не установлена относительно Джероламо Бембо. До настоящего времени его считают принадлежащим к семейству Бембо только предположительно. Ряд исследователей полагают, что произведения, которые приписываются так называемому Мастеру Монтичелли (Maestro Monticelli), на самом деле принадлежат Джероламо Бембо, но эти реконструкции — не более чем гипотезы. Многие произведения художников семейства Бембо представляют собой позднюю версию стиля Интернациональной готики, характерную для искусства севера Италии.